# Beaumont-lès-Valence
Beaumont-lès-Valence település Franciaországban, Drôme megyében. Lakosainak száma 4272 fő (2022. január 1.). Beaumont-lès-Valence Malissard, Montéléger, Montmeyran, Montvendre és Valence községekkel határos.

## Népesség
A település népességének változása:
| Lakosok száma | 1333 | 2667 | 3117 | 3755 | 3703 | 3621 | 3649 | 3984 | 4154 | 4272 |
|               | 1968 | 1982 | 1990 | 2006 | 2013 | 2015 | 2017 | 2019 | 2020 | 2022 |